# Franklinton, North Carolina
Franklinton är en kommun (town) i Franklin County i North Carolina. Orten har fått sitt namn efter Benjamin Franklin. Vid 2010 års folkräkning hade Franklinton 2 023 invånare.